# Лесная Речка
Лесна́я Ре́чка — посёлок в Архангельской области в составе муниципального образования «Город Архангельск». В рамках административно-территориального деления подчинён Исакогорскому округу Архангельска.

## География
Посёлок Лесная Речка находится в 12 км к югу от Архангельска, к северу от озера Холмовское.

### Часовой пояс
Поселок Лесная Речка, как и вся Архангельская область, находится в часовой зоне МСК (московское время). Смещение применяемого времени относительно UTC составляет +3:00.

## Население
| 2002 | 2010  |
| ---- | ----- |
| 1904 | ↗2709 |

Население — 2709 человека (2010).

## Инфраструктура
В поселке 2 улицы: Истоки и Лахтинское шоссе, школа № 93, продовольственные и хозяйственные магазины.

### Карты
- Талаги. Публичная кадастровая карта